# Гасанов, Рашид Джабраилович
Раши́д Джабраи́лович Гаса́нов (род. 26 июня 1982, Махачкала) — российский футболист. По национальности — лакец.

## Карьера
Воспитанник дагестанского футбола. Начинал в любительских клубах «Дагестанец» и «Газпром-Бекенез» из Карабудахкента. Профессиональную карьеру начал в возрождавшемся «Дагдизеле» Каспийск, за который в дебютный сезон провёл 27 игр в первенстве России во Втором дивизионе и забил один гол. В 2007 году «Дагдизель» выступал в Любительской лиге России. В 2008 году вместе с пятью одноклубниками перешёл в «Биолог» Новокубанск, однако через год вернулся в «Дагдизель». Летом 2009 года вместе с Шамилем Саидовым перешёл в азербайджанский клуб «Туран» Товуз, за который выступает под 19 номером.

## Интересные факты
- В конце ноября 2009 года, забив гол в ворота агдамского «Карабаха»[7], Рашид Гасанов окончательно составил своеобразный пьедестал почёта бомбардиров азербайджанской Премьер-лиги из иностранных игроков[8].
- В начале декабря 2009 года главный тренер товузского «Турана» Низами Садыхов предлагал натурализовать дагестанского полузащитника своей команды для привлечения в сборную Азербайджана.